# Utjiua Muinjangue

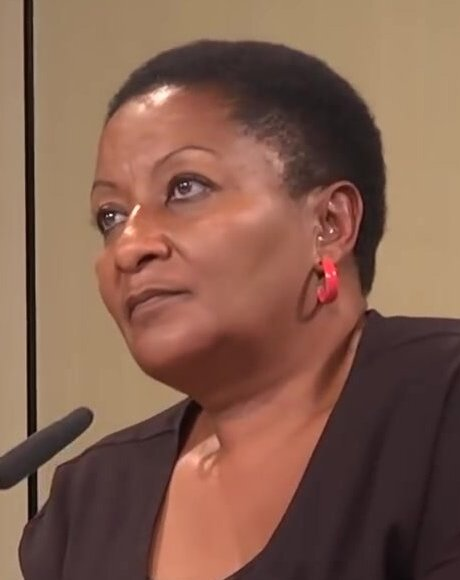
Utjiua Muinjangue, 2018

Esther Utjiua Muinjangue (* 17. Dezember 1970 in Südwestafrika) ist eine namibische Politikerin der National Unity Democratic Organisation of Namibia (NUDO). Sie ist Herero. Sie war vom 23. März 2020 an für fünf Jahre Vizeministerin für Gesundheit und Soziale Dienste und damit die erste Oppositionspolitikerin überhaupt, die ein so hohes Amt seit 1990 bekleidet.
Muinjangue ist die erste Frau an der Spitze einer namibischen Partei und war bei der Wahl 2019 die erste weibliche Präsidentschaftskandidatin Namibias. Sie erhielt hier 1,5 Prozent der Stimmen.
Muinjangue erlangte internationale Bekanntheit durch ihren Vorsitz bei der Ovaherero Genocide Foundation rund um den Völkermord an den Herero und Nama zu Zeiten Deutsch-Südwestafrikas. Unter anderem sprach sie als Delegationsführerin 2016 in Deutschland und war 2018 an der Rückführung von Schädeln aus der Kolonialzeit beteiligt.
Muinjangue ist Lehrbeauftragte an der Universität von Namibia (UNAM). Sie hält einen Bachelor- und Masterabschluss in Sozialarbeit der UNAM bzw. Universität Pretoria.

## Veröffentlichungen
- E. U. Muinjangue: History of social work in Namibia, University of Namibia, Windhoek 2015.